# Enaria locellata
Enaria locellata är en skalbaggsart som beskrevs av Marc Lacroix 1993. Enaria locellata ingår i släktet Enaria och familjen Melolonthidae. Inga underarter finns listade i Catalogue of Life.